# Алексино (Бежецкий район)
Алексино — деревня в Борковском сельском поселении Бежецкого района Тверской области России.

## География
Деревня расположена восточнее деревни Жары Фралёвского сельского поселения. Просёлочной дорогой связана с автомобильной дорогой 28К-0058.

## Население
| 2008 | 2010 |
| ---- | ---- |
| 2    | ↘0   |